# Elektronik Demokrasi Partisi
Die Elektronik Demokrasi Partisi, abgekürzt EDP, eP oder e-Parti, ist politische Partei in der Türkei, die sich für direkte Demokratie in Form von e-Demokratie einsetzt.
Sie wurde am 26. November 2014 von Emrehan Halıcı, Abgeordneter für Ankara in der Großen Türkischen Nationalversammlung, gegründet. Halıcı trat zuvor aus der größten Oppositionspartei und ältesten Partei des Landes, der Cumhuriyet Halk Partisi (CHP; Republikanischen Volkspartei) unter Kemal Kılıçdaroğlu, aus. Die Elektronik Demokrasi Partisi hebt das Demokratiedefizit unter der regierenden Adalet ve Kalkınma Partisi (AKP; Partei für Gerechtigkeit und Aufschwung) hervor, ebenso wie das Fehlen von innerparteilicher Demokratie sowohl in der AKP als auch in den Oppositionsparteien CHP und der rechtsextremen Milliyetçi Hareket Partisi (MHP; Partei der Nationalistischen Bewegung).